# Kommunalverwaltung in Sabah

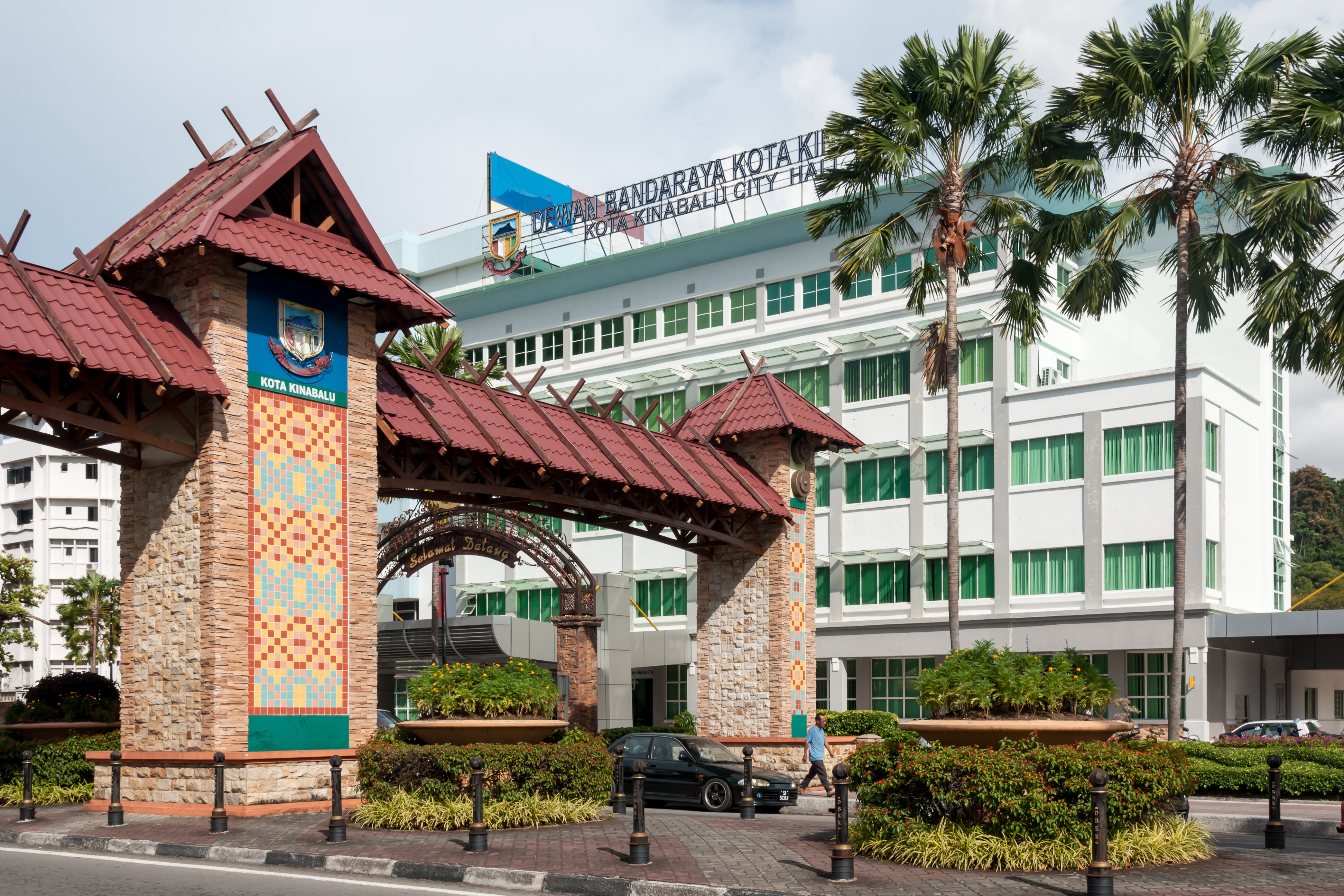
Kota Kinabalu City Hall

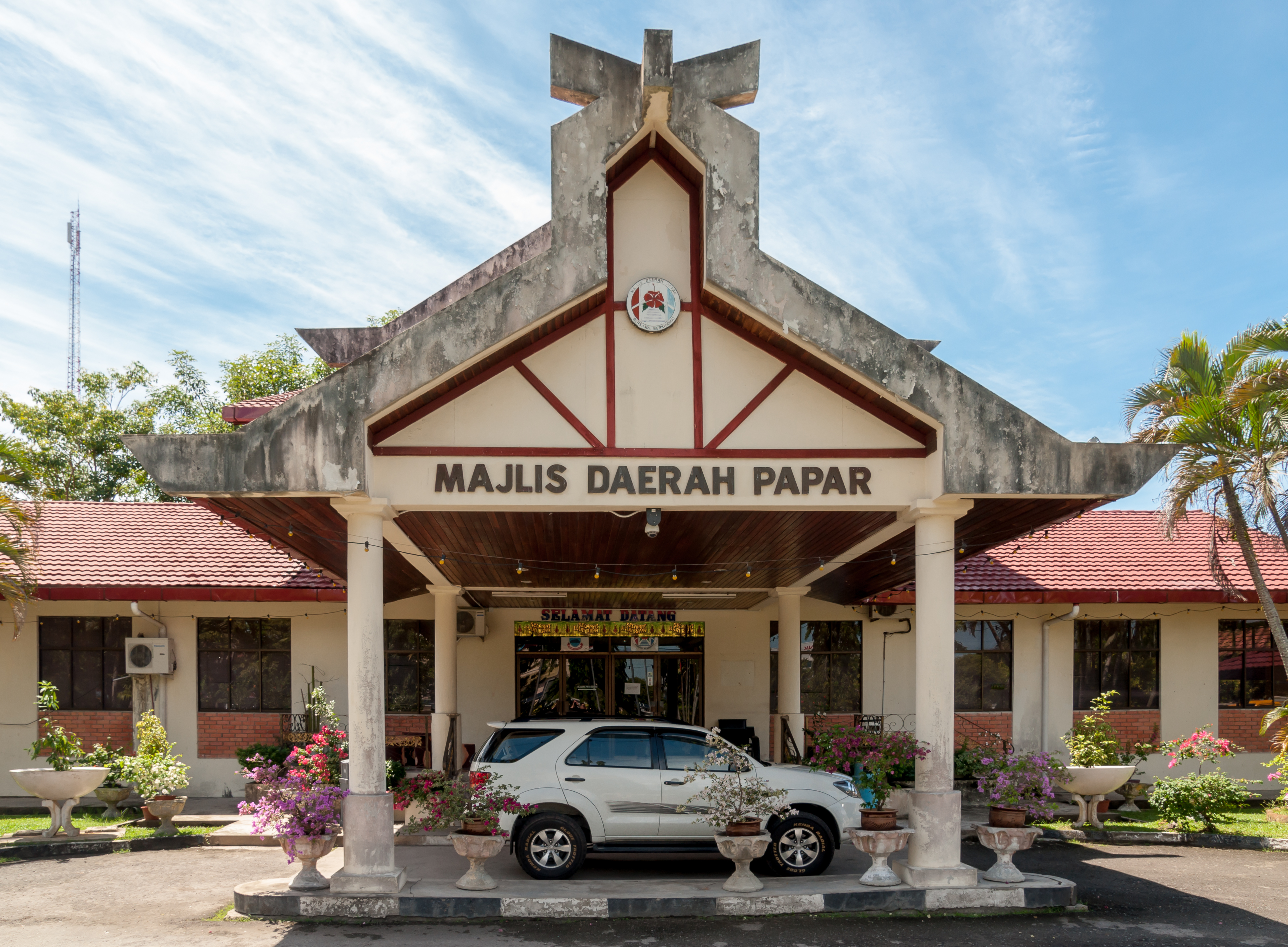
Papar District Office

Die Kommunalverwaltung in Sabah ist die unterste Regierungsebene in Sabah, Malaysia. Sie rangiert im Regierungssystem Malaysias an dritter Stelle, nach der Bundes- und Landesregierung. Die Kommunalverwaltungen haben die Befugnis, Grundsteuern zu erheben, örtliche Gesetze und Verordnungen zu erlassen und Lizenzen und Erlaubnisse für jede Art von Gewerbes in ihrem Gebiet zu vergeben. Daneben hat sie aber auch die Pflicht, grundlegende Versorgungseinrichtungen zur Verfügung zu stellen, die Müllabfuhr und Abfallentsorgung zu regeln und eine Stadt- bzw. Regionalplanung zu gewährleisten.
Die Kommunalverfassung in Sabah begründet sich auf die Local Government Ordinance 1961. Diese Verordnung regelt auch die Verantwortlichkeiten und Funktionen der Gemeindeorgane. Ein Staatsministerium, das Ministerium für Kommunalverwaltung und Wohnungswesen (Ministry of Local Government and Housing), das erstmals nach den Landtagswahlen im Jahr 1963 ins Leben gerufen worden war, regelt die Tätigkeit der kommunalen Behörden im Bundesstaat Sabah.

## Grundlage der kommunalen Verwaltung
Sabah ist unterteilt in Verwaltungsbezirke. Die Verwaltungsbezirke setzen sich aus Städten und festgelegten Gebieten zusammen. Diese Verwaltungsbezirke, die in allgemeiner Form als L.A.A (local authority area) bezeichnet werden, werden je nach Status des Verwaltungsbezirks von
- der „Dewan Bandaraya“ oder „City Hall“,
- dem „Majilis Perbandaran“ oder „Municipal Council“,
- dem „Majilis Daerah“ oder „District Council“

regiert.
Grundlage dieser Struktur ist die Local Government Ordinance 1961. Diese Verordnung ermächtigt den Yang di-Pertua Negeri per Erlass unter anderem, die Distrikte mit bestimmten Machtbefugnissen auszustatten und die Namen und Grenzen der Distrikte festzulegen. Die Struktur der Verwaltungsbezirke wurde erstmals 1961 mit dieser Verordnung festgelegt und danach bei Bedarf per Erlass (Administrative Divisions Proclamation) geändert.
| Distrikt      | Name der kommunalen Exekutive   | in Kraft gesetzt | Ratsmitglieder | zugrunde liegender Erlass                       |
| ------------- | ------------------------------- | ---------------- | -------------- | ----------------------------------------------- |
| Beaufort      | Beaufort District Council       | 1. Januar 1962   | 20             | Beaufort District Council Instrument            |
| Beluran       | Beluran District Council        | 1. Juli 1968     | 11             | Labuk/Sugut District Council Instrument 1968    |
| Keningau      | Keningau District Council       | 1. Januar 1962   | 20             | Keningau District Council Instrument            |
| Kota Belud    | Kota Belud District Council     | 1. Januar 1962   | 18             | Kota Belud District Council Instrument          |
| Kinabatangan  | Kinabatangan District Council   | 1. Juli 1968     | 11             | Kinabatangan District Council Instrument        |
| Kota Kinabalu | Kota Kinabalu Municipal Council | 1. Januar 1979   | 20             | Kota Kinabalu Municipal Council Instrument 1978 |
| Kota Marudu   | Kota Marudu District Council    | 1. Januar 1983   | 18             | Kota Marudu District Council Instrument         |
| Kuala Penyu   | Kuala Penyu District Council    | 1. Januar 1962   | 18             | Kuala Penyu District Council Instrument         |
| Kudat         | Kudat Town Board                | 1. Januar 1983   | 20             | Kudat Town Board Instrument 1982                |
| Kunak         | Kunak District Council          | 1. Juni 1994     | 18             | Kunak District Council Instrument 1994          |
| Lahad Datu    | Lahad Datu District Council     | 1. Januar 1962   | 18             | Lahad Datu District Council Instrument          |
| Papar         | Papar District Council          | 1. Januar 1962   | 20             | Papar District Council Instrument               |
| Penampang     | Penampang District Council      | 1. Januar 1962   | 20             | Penampang District Council Instrument           |
| Nabawan       | Nabawan District Council        | 1. Januar 1964   | 11             | Pensiangan District Council Instrument 1964     |
| Pitas         | Pitas District Council          | 8. Juni 2010     | 18             | Pitas District Council Instrument 2009          |
| Putatan       | Putatan District Council        | 8. Juni 2010     | 18             | Putatan District Council Instrument 2010        |
| Ranau         | Ranau District Council          | 1. Januar 1962   | 18             | Ranau District Council Instrument               |
| Sandakan      | Sandakan Municipal Council      | 1. Januar 1982   | 20             | Sandakan Municipal Council Instrument           |
| Semporna      | Semporna District Council       | 1. Januar 1962   | 18             | Semporna District Council Instrument            |
| Sipitang      | Sipitang District Council       | 1. Januar 1962   | 18             | Sipitang District Council Instrument            |
| Tambunan      | Tambunan District Council       | 1. Januar 1962   | 18             | Tambunan District Council Instrument            |
| Tawau         | Tawau Municipal Council         | 1. Januar 1982   | 24             | Tawau Municipal Council Instrument              |
| Tenom         | Tenom District Council          | 1. Januar 1962   | 18             | Tenom District Council Instrument               |
| Tongod        | Tongod District Council         |                  |                |                                                 |
| Tuaran        | Tuaran District Council         | 1. Januar 1962   | 20             | Tuaran District Council Instrument 1961         |

## Einteilung in Distrikte

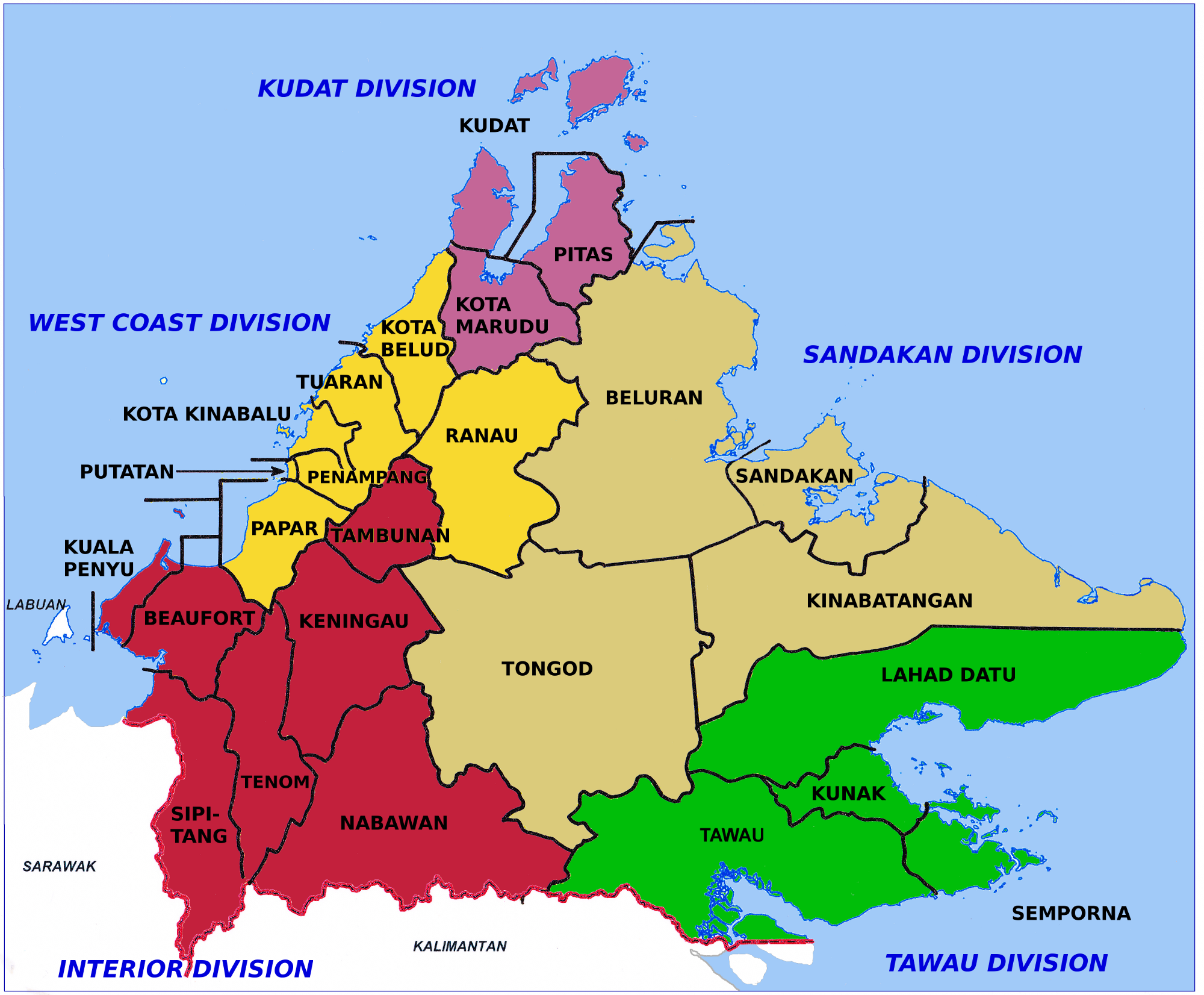
Verwaltungsgebiete und -distrikte Sabahs

Sabah ist zunächst in fünf Verwaltungsgebiete – Interior Division, West Coast Division, Kudat Division, Sandakan Division und Kudat Division – aufgeteilt. Diesen Verwaltungsgebieten sind Distrikte zugeordnet.
Die Verwaltung eines Distrikts obliegt einem District Officer. Ihm zugeordnet ist ein Assistant District Officer. Der Verwaltungssitz des Distrikts ist das District Office (Pejabat Daerah).
Normalerweise werden die Distrikte nach der größten Stadt innerhalb des jeweiligen Gebietes oder nach dem Sitz der Verwaltung benannt; beispielsweise ist die Stadt Tawau die größte Stadt im Distrikt Tawau und gleichzeitig Namensgeber der Tawau Division.
Distrikte können weiter in Unterdistrikte (daerah kecil, wörtlich „kleiner Bezirk“) aufgeteilt werden. Diese stellen keine eigene Verwaltungsebene dar, sondern sind als „verlängerter Arm“ des district office zu verstehen, die bestimmte Verwaltungsaufgaben in den Stadtgemeinden wahrnehmen. Der Status eines Unterbezirks ist ein wichtiger Schritt auf dem Weg einer Stadtgemeinde zum vollen Distriktsstatus.
Im Jahr 2012 gab es in Sabah 11 Unterdistrikte:
| Banggi    | Kemabong   | Matunggong | Membakut |
| Menumbok  | Pagalungan | Paitan     | Sook     |
| Tamparuli | Telupid    | Tungku     |          |

## Status von Verwaltungsbezirken
In Sabah gibt es drei unterschiedliche Arten von Verwaltungsbezirken. Die unterste Stufe eines Verwaltungsbezirks ist der von einem district council verwaltete Distrikt. Für die Höherstufung sind bestimmte Kriterien festgelegt:
|                 | Dewan Bandaraya (City Hall)                                          | Majilis Perbandaran (Municipal Council)                             | Majilis Daerah (District Council) |
| --------------- | -------------------------------------------------------------------- | ------------------------------------------------------------------- | --- |
| Bevölkerung     | ab 500.000 Einwohner                                                 | ab 150.000 Einwohner                                                | weniger als 150.000 Einwohner |
| Steuereinkünfte | nachhaltig gesicherte Einkünfte von mindestens 100 Millionen Ringgit | nachhaltig gesicherte Einkünfte von mindestens 20 Millionen Ringgit | weniger als 20 Millionen Ringgit |
| Zutreffend auf  | Kota Kinabalu                                                        | Sandakan, Tawau                                                     | Beaufort, Keningau, Kinabatangan/Tongod, Kota Belud, Kota Marudu/Pitas, Kuala Penyu, Kunak, Lahad Datu, Nabawan, Papar, Penampang/Putatan, Ranau, Semporna, Sipitang, Tambunan, Tenom, Tuaran, Kudat |

Die vom Local Government Department des Staates Malaysia festgelegten Kriterien für den Status eines Verwaltungsbezirkes umfassen einen ganzen Katalog von Anforderungen. So musste zum Beispiel Kota Kinabalu für seinen Status einer City Hall unter anderem nachweisen:
- eine nachhaltige urbane Entwicklung,
- das Vorhandensein eines Industriezentrums, eines Finanz- und Handelszentrums und auf Tourismus und Business ausgerichteter Hotels,
- einer vollständig ausgebauten Infrastruktur inklusive öffentlichem Nahverkehr,
- eine öffentliche Wahrnehmung der Stadt auf nationalem und internationalem Level,
- ein komplettes Spektrum an Bildungseinrichtungen wie Universität, College, Museum und Öffentlicher Bücherei,
- ein auf internationalem Level agierendes Zentrum sportlicher und kultureller Aktivitäten sowie
- die Veranstaltung nationaler und internationaler Kongresse.

## Sonstiges

### Unterschiede zu anderen Bundesstaaten
Im Gegensatz zu anderen Bundesstaaten in Malaysia gibt es in Sabah die Verwaltungsebene der mukim nicht. Im Kontext der kommunalen Verwaltung in Sabah, sind mukim eine Zusammenfassung verschiedener Siedlungen und Dörfer, die aber gesamtheitlich wieder den district offices unterstehen.

### Abhängigkeitsverhältnisse
Im Gegensatz zu den Verhältnissen in Deutschland, wo die Gemeinderäte auch in ihren unterschiedlichen Ausprägungen immer die Vertretung der Gemeindebürger darstellen (kommunale Volksvertretung), sind die Mitglieder der City Hall, des Municipal Council und des District Council nicht demokratisch vom Volk gewählt, sondern werden vom Staatsminister für Kommunalverwaltung und Wohnungswesen (Ministry of Local Government and Housing) in ihr Amt eingesetzt. Die Wirksamkeit lokale Gesetze und Verordnungen wird ebenfalls erst durch die Ratifizierung durch den Staatsminister hergestellt.

### Häufige Abkürzungen
Innerhalb der Verwaltungsliteratur für Sabah finden sich häufig die nachfolgend erläuterten Abkürzungen:
| Abk.   | Bedeutung in Malaiisch | offizieller englischer Ausdruck | deutsche Übersetzung         |
| ------ | ---------------------- | ------------------------------- | ---------------------------- |
| L.A.A. |                        | Local Authority Area            | kommunales Verwaltungsgebiet |
| D.B.   | Dewan Bandaraya        | City Hall                       | Rathaus, Stadtrat            |
| M.P.   | Majilis Perbandaran    | Municipal Council               | Gemeinderat                  |
| M.D.   | Majilis Daerah         | District Council                | Kreistag                     |
| L.B.   | Lembaga Bandaran       | Town Board                      |                              |